# ソラニン (漫画)
『ソラニン』は、浅野いにおによる日本の青年漫画作品、および2010年に実写化された映画。
ASIAN KUNG-FU GENERATIONによる同映画の主題歌については、ソラニンを参照。この楽曲の作詞は浅野いにおによるもので、漫画作品中にも登場する。

## 概要
種田成男と井上芽衣子の小さな恋や人間模様を描いたストーリー漫画作品である。舞台は、東京都狛江市の小田急小田原線和泉多摩川駅周辺。タイトルの「ソラニン」は、作者が当時交際していた彼女が「アジカンの新しいアルバム、ソラニンって言うんだって」という一言がきっかけ。ただし、実際に出たのは『ソルファ』である。「ソラニン」の音感が気に入ったのと、意味を調べたらじゃかいもの芽の毒のことであったことも気に入りタイトルにした。
2005年から2006年まで『週刊ヤングサンデー』にて連載された。単行本は全2巻。単行本の売り上げは90万部を超えており、2009年にはアイズナー賞の候補に選ばれた。
2010年に実写映画化された（後述）。
2017年10月30日には新装版(全1巻)が浅野の最新作「零落」と同時に発売された。新装版には本編の11年後を描いた後日談が追加された。

## ストーリー
社会人2年目の井上芽衣子は、将来に希望を感じられずにいた。社会や大人に対し不平不満がありつつ、しかしどうすればいいのかわからないまま、ついに勢いで会社を辞めてしまう。
芽衣子の同棲相手であり恋人の種田成男は、大学時代のバンド仲間である加藤、ビリーと定期的に会い、デザイン事務所のアルバイトの合間を縫ってバンド活動を細々と続けていた。喧嘩し、互いに励まし合いながら、先の見えない生活を続けていく芽衣子と種田。やがて、自身の音楽の才能は平凡と言い張り、逃げの姿勢である種田に対し芽衣子は苛立ちを隠せなくなり「バンドをやってほしい」と自分の思いをぶつける。その芽衣子の一言から種田はアルバイトを辞め、再びバンド活動に熱を入れることを決めた。そして加藤、ビリーらに声をかけ、自身の新曲である「ソラニン」をレコーディングする。
そのデモCDを送ったレコード会社のうち1社から反応があり、種田、芽衣子、ビリーの3人は会社を訪れ冴木という人物に会う。話の内容は、これからアーティスト活動で売りに出す新人グラビアアイドルのバックバンドの依頼だった。
冴木を前に黙っている種田の気持ちを代弁するかのように、芽衣子はその話を断った。以降デモCDの反応はなく、夏が過ぎ去り秋が訪れようとしていた頃、種田は芽衣子に対し突然別れ話を持ち出す。その場は和解したものの、種田は散歩に行くと言ったきり帰って来なかった。種田から連絡があったのは5日後で、彼は以前辞めたデザイン事務所でもう一度働き始めた事、そしてこれまでの思いを芽衣子に伝える。「これからは2人で幸せになろう」と、互いの思いを再確認した帰り道、種田は交通事故で他界してしまう。
それから2か月、芽衣子は心にぽっかりと穴が空いてしまったようであった。そんな中、種田の父親が芽衣子の元を訪れる。自分を責め続けている芽衣子に対し、種田の父は「彼を忘れないでやって欲しい」という事、そして「彼が居た事を証明し続けるのが、あなたの役割なのかもしれない」と言い残す。その言葉を聞き、芽衣子は種田のギターを手に取る。ビリーたちとともにバンドを再開させた芽衣子はギターの練習を重ね、ライブハウスのステージに立ち、芽衣子のボーカルで種田の残した曲「ソラニン」を歌うのだった。

## 登場人物
井上芽衣子（いのうえ めいこ）
秋田県出身。東京の片隅で恋人である種田成男と同棲している。種田とは付き合って6年目、同棲は1年。OA機器メーカーに勤めるOL2年目であったが、限界を感じ辞めてしまう。種田からは「芽衣子さん」もしくは「芽衣子」と呼ばれる。
11年後を描いた29話では5歳年下の旦那と結婚し姓が田畑になっており、妊娠している。WEBサイトでライターの仕事をしていたが辞め癖は治っておらず、小谷にまた仕事を辞めると報告してたしなめられていた。友人達との付き合いは未だに続いており、小谷と二人でランチを食べたり加藤とビリーが所属するバンドのライブを観戦した。
種田成男（たねだ なるお）
福岡から上京してきた。新聞社の下請けの会社でバイトをしている。井上芽衣子と6年間交際しており、芽衣子から「種田」と呼ばれている。収入が少ないため芽衣子と同棲している。バイク事故で急死。
ギター・ボーカル担当で使用楽器はフェンダー社のムスタング。
加藤賢一（かとう けんいち）
大学6年生。通称「加藤」「デブ」。小谷を4年間も口説き続けて付き合うことができた。
29話でも小谷との仲は継続しているもののまだ結婚はしていない。また、バンド活動は続けておりビリーと同じバンドに所属している。
ベース担当で使用楽器はフェンダー社のプレシジョンベース。
山田二郎（やまだ じろう）
通称「ビリー」。この呼び名は小学生時代、体育の跳び箱でズボンが「ビリッ!」と裂けたことに由来する。実家の薬局で働いている。彼女はいない。芽衣子の事が好き。
29話では未だに結婚できておらず、ガールズバーの女子大生にハマっている。こちらもバンド活動を継続しており加藤と同じバンドに所属している。
ドラム担当。
小谷アイ（こたに アイ）
加藤の彼女。種田たちより1つ先輩である。靴屋の店員をしている。加藤をビール瓶で殴る等かなり大胆である。芽衣子の良き相談相手でもあり、面倒見がとてもいい。
29話でも加藤との仲は続いているもののまだ結婚はしていない。
芽衣子の母
同窓会のため秋田から突然、芽衣子の家にやってきた。会社を退職した芽衣子に対し怒鳴ってしまう。
鮎川律子（あゆかわ りつこ）
大学1年生で加藤から「サバ川」と呼ばれている。加藤に最初は軽い気持ちでギターを持ったと嘘をつくが、本当はたくさんの人に自分の歌を聴いて欲しい事をすぐに自白する。加藤によく相談をする。後に、レコード会社の新人発掘オーディションに入賞する。
冴木隆太郎（さえき りゅうたろう）
熊谷ミュージックレコード新人開発部で働いている。デモCDを送った種田に対し、「今日限りで歌うことは一切忘れてくれ」と告げ、新人アイドルのバックバンドを組ませようとしている。5年前に解散した「QOONELDAS」のメンバーだと種田に見抜かれる。
種田の父
種田の荷物を取りに芽衣子の家にやってくる。芽衣子曰く「雰囲気が種田に似ている」。
大橋（おおはし）
花屋でバイトしている。芽衣子に恋心を抱くようになり、芽衣子をバイクで送迎したり、距離は少し近づいている。

## 書誌情報
- 浅野いにお『ソラニン』小学館〈ヤングサンデーコミックス〉全2巻
  1. 2005年12月5日発売、ISBN 978-4091533210
  2. 2006年5月2日発売、ISBN 978-4091510761
- 『ソラニン　新装版』小学館〈ビッグコミックス〉全1巻
  1. 2017年10月30日発売、ISBN 9784091897367

## 映画
『ソラニン』は、三木孝浩が監督を務めた2010年4月3日公開の日本映画。浅野いにおによって2005年から2006年まで『週刊ヤングサンデー』にて連載された同名の漫画を原作としている。映画化は、漫画の連載が既に終わっていた2007年に週刊ヤングサンデー誌上で公表された。その後しばらく進展・追加発表はなかったが、2009年春にアスミック・エース制作・配給、三木孝浩監督、宮崎あおいと高良健吾のダブル主演で実写映画化されることが発表され、公開された。脚本は原作のセリフに忠実に再現されている。
作中に歌詞のみ登場する楽曲「ソラニン」は、新たにASIAN KUNG-FU GENERATIONがメロディをつけ、宮崎あおい、高良健吾に提供、実際に劇中で演奏された。エンディングテーマには、以前ASIAN KUNG-FU GENERATIONが制作した楽曲「ムスタング」のリミックス・バージョン「ムスタング（mix for 芽衣子）」が使用された。また、劇中音楽はストレイテナーのVo.であるホリエアツシのソロプロジェクト「ent」が担当した。ロケは多摩川周辺、スタジオシーンは青葉台スタジオ、ライブシーンは新宿Marz、町田Actである。楽器提供はフェンダー、パール楽器製造による。
全国108館で公開され、2010年4月6日付の興行成績ランキング（興行通信社調べ）では6位、初日2日間の成績は動員が6万4,444人、興収が9,315万3,190円であった。
2010年9月3日発売のDVDソフト『ソラニン メモリアル・エディション』は9月3日付オリコンDVD映画週間ランキングで第1位となる好セールスとなっている。

### キャスト
- 井上芽衣子：宮崎あおい
- 種田成男：高良健吾
- 山田二郎（ビリー）：桐谷健太
- 加藤賢一：近藤洋一（サンボマスター）
- 小谷アイ：伊藤歩
- 冴木隆太郎：ARATA
- 大橋：永山絢斗
- 鮎川律子：岩田さゆり
- 芽衣子の母：美保純
- 種田の父：財津和夫
- 諏訪太朗、歌澤寅右衛門、岡本奈月、市川しんぺー、野間口徹、米村亮太朗、村上大樹、安藤玉恵、飯田孝男、齊藤夢愛、鵜木伸哉、影山樹生弥、二階天音、中島ヒロト、三田真央、かとうはなえ　ほか

### テーマソング
- 主題歌：ASIAN KUNG-FU GENERATION「ソラニン」
- エンディングテーマ：ASIAN KUNG-FU GENERATION「ムスタング（mix for 芽衣子）」

### スタッフ
- 原作：浅野いにお
- 監督：三木孝浩
- 脚本：高橋泉
- 音楽：ent
- 音楽プロデューサー：安井輝
- ボイストレーナー：舘野江里子
- 楽器指導：倉田俊太郎
- 楽器提供：フェンダー、パール
- 撮影：近藤龍人
- 照明：藤井勇
- 録音：松本昇和
- 編集：上野聡一
- 美術：磯田典宏
- 衣装：荒木里江
- スタイリスト：梶雄太
- ヘアメイク：井川成子
- スクリプター：杉本友美
- 音響効果：カモメファン（小島彩）
- 助監督：権野元
- スタジオ：日活撮影所
- タイトル：アンシブルタイトル
- 現像：IMAGICA
- エグゼクティブプロデューサー：豊島雅郎
- 製作者：金田宏昭、平城隆司、亀井修、北川直樹、和崎信哉、久保田修、水野文英、山崎浩一、喜多埜裕明
- プロデューサー：今村景子、田中美幸、久保田修
- ラインプロデューサー：原田文宏
- 共同プロデューサー：浅井認
- スーパーバイジングプロデューサー：小川真司
- プロデュース・スーパーバイジング：寺嶋博礼
- 企画：アスミック・エース、IMJエンタテインメント
- 制作プロダクション：IMJエンタテインメント
- 配給：アスミック・エース
- 製作：「ソラニン」製作委員会（アスミック・エース、テレビ朝日、小学館、ソニー・ミュージックエンタテインメント、WOWOW、IMJエンタテインメント、朝日放送、パルコ、Yahoo! JAPAN）

### DVD・Blu-ray Disc
発売元はアスミック・エース / 小学館 、販売元はTCエンタテインメント。
- ソラニン スタンダード・エディション（DVD1枚組、2010年9月3日発売）
  - 映像特典
    - 劇場予告編・TVスポット集

  - 封入特典
    - 映画オリジナル・ポストカード
- ソラニン メモリアル・エディション（DVD2枚組、2010年9月3日発売・初回限定生産）
  - ディスク1：本編DVD（スタンダード・エディションと同様）
  - ディスク2：特典DVD
    - メイキング
    - 「ソラニン」「ささやかな」ライヴシーン・フル・バージョン
    - 未公開シーン集
    - イベント映像集

  - 封入特典
    - 浅野いにお書き下ろしDVDサイズポストカード
    - ウサギピック（ボールチェーン付）
    - フォトブックレット
- ソラニン ブルーレイ（1枚組、2011年11月25日発売）
  - 映像特典：DVDメモリアル・エディションと同内容